# 川口太一
川口 太一（かわぐち たいち、1995年4月27日 - ）は、日本の元男子バレーボール選手、現指導者である。

## 来歴
岐阜県土岐市出身。家族の影響で9歳の頃からバレーボールを始める。
中学校は最初は地元の土岐市の学校に通っていたが、小学校時代の指導者が名古屋市立久方中学校にいた為より高いレベルを求めて転校した。
高校は星城高校に進学、石川祐希らとともに2年連続3冠を達成した。
高校卒業後は、大学への勧誘もあったがバレー部監督の竹内裕幸の勧めもありVプレミアリーグの豊田合成トレフェルサ（現・ウルフドッグス名古屋）へ進みV・プレミアリーグ初の高卒リベロとなった。
2014年、イタリア・セリエAのモデナ・バレーに3ヶ月間の短期留学をした。
古賀幸一郎がレギュラーリベロのためなかなか出場機会に恵まれなかったが、3シーズン目に、レシーバーとして途中出場する機会が増えた。
2018年、海外でプレーすることとなり、フィンランドのサヴォ・バレーに移籍。2019/20シーズンはドイツのTVロッテンブルクでプレー。ロッテンブルクでスタメン出場を続け、ディフェンスだけでなく、得意のトスでもチームに貢献した。チームは終盤で9位につけ、8位以上によるプレーオフ進出の可能性を残していたが、COVID-19の影響により試合が中止となったため、プレーオフ出場はかなわなかった。
2020年、ウルフドッグス名古屋に復帰した。
2022年11月1日付で現役を引退した。引退後は豊田合成の人事部に就く。
2023年3月より1年間、中高一貫の男子校である海陽学園（愛知県蒲郡市）に出向し、生徒の成長支援などをしながら同校のFM（フロアマスター）を務めている。
2024年、JAぎふリオレーナのコーチ兼テクニカルアドバイザーに就任した。
2025年、JAぎふの監督就任が発表された。

## 人物・エピソード
- 海外移籍する前は自分の意見を積極的に言わない方で、海外でのプレーを始めてから、積極的に意見を言い合う環境において、「お前は何を考えているんだ？」とよく言われたという。その環境で、自分をもっと出していいんだと悟ったと話している[6]。

## 所属チーム
- 土岐市立泉西小学校[13]
- 名古屋市立久方中学校
- 星城高等学校（2011-2014年）
- 豊田合成トレフェルサ/ウルフドッグス名古屋（2014-2022年）
  -  サヴォ・バレー（フィンランド語版）（2018-2019年）
  -  TVロッテンブルク（ドイツ語版）（2019-2020年）